# Egon von Oppolzer
Egon von Oppolzer, född den 13 oktober 1869 i Wien, död den 15 juni 1907 i Innsbruck, var en österrikisk astronom, son till Theodor von Oppolzer. 
von Oppolzer blev 1899 docent vid det tyska universitetet i Prag, 1901 e.o. och 1906 ordinarie professor i Innsbruck. Han utarbetade en mycket uppmärksammad teori för uppkomsten av solfläckarna och utförde undersökningar över refraktionen samt arbeten inom fotometrin och den fysiologiska
optiken. Han upptäckte (1901) variationerna i ljusstyrkan hos småplaneten Eros.